# AFC Asian Cup onder 14
De Aziatisch kampioen voetbal onder 14 is een Aziatisch kampioenschap voetbal voor landenteams onder de 14 jaar, georganiseerd door de AFC. Het eerste toernooi is gehouden in 2001. Het toernooi zou vanaf 2014 om de 2 jaar worden gehouden.

## Overzicht
| Aziatisch kampioen voetbal onder 14 (2001) |                                         |                                         |                                         |                                         |                                         |                                         |                                         |                                         |
| Jaar                                       | Gastland                                | Finale                                  | Finale                                  | Finale                                  | Wedstrijd om 3e/4e plaats               | Wedstrijd om 3e/4e plaats               | Wedstrijd om 3e/4e plaats               |                                         |
| Jaar                                       | Gastland                                | Winnaar                                 | Uitslag                                 | Finalist                                | 3e plaats                               | Uitslag                                 | 4e plaats                               |                                         |
| 2001 Details                               | Thailand                                | Japan                                   | 3–2                                     | Thailand                                | Zuid-Korea                              | 1–0                                     | China                                   |                                         |
| Aziatisch kampioen voetbal onder 13 (2005) |                                         |                                         |                                         |                                         |                                         |                                         |                                         |                                         |
| 2001 Details                               | Wedstrijden werden in groepen gespeeld. | Wedstrijden werden in groepen gespeeld. | Wedstrijden werden in groepen gespeeld. | Wedstrijden werden in groepen gespeeld. | Wedstrijden werden in groepen gespeeld. | Wedstrijden werden in groepen gespeeld. | Wedstrijden werden in groepen gespeeld. | Wedstrijden werden in groepen gespeeld. |
| Aziatisch kampioen voetbal onder 15 (2014) |                                         |                                         |                                         |                                         |                                         |                                         |                                         |                                         |
| 2014 Details                               | Iran                                    | Irak                                    | 3–0                                     | Zuid-Korea                              | Iran                                    | 3–2                                     | Zuid-Korea                              |                                         |